# Rumunia na Zimowych Igrzyskach Olimpijskich 1980
Rumunię na Zimowych Igrzyskach Olimpijskich 1980 reprezentowało 35 zawodników: 33 mężczyzn i dwie kobiety. Był to jedenasty start reprezentacji Rumunii na zimowych igrzyskach olimpijskich.

## Skład kadry

### Bobsleje
Mężczyźni
| Osada  | Zawodnik                                                                 | Konkurencja | Ślizg 1 | Ślizg 2 | Ślizg 3 | Ślizg 4 | Łącznie | Pozycja |
| ------ | ------------------------------------------------------------------------ | ----------- | ------- | ------- | ------- | ------- | ------- | ------- |
| ROU-I  | Dragoș Panaitescu-Rapan Gheorghe Lixandru                                | Dwójki      | 1:03,99 | 1:04,30 | 1:03,75 | 1:04,00 | 4:16,04 | 11.     |
| ROU-II | Constantin Iancu Constantin Obreja                                       | Dwójki      | 1:04,58 | 1:04,52 | 1:04,76 | 1:04,77 | 4:18,63 | 18.     |
| ROU-I  | Dragoș Panaitescu-Rapan Dorel Cristudor Sandu Mitrofan Gheorghe Lixandru | Czwórki     | 1:01,42 | 1:01,32 | 1:00,61 | 1:01,33 | 4:04,68 | 8.      |
| ROU-II | Constantin Iancu Ion Duminicel Doru Frîncu Constantin Obreja             | Czwórki     | 1:01,85 | 1:02,16 | 1:01,74 | 1:01,76 | 4:07,51 | 14.     |

### Hokej na lodzie
Reprezentacja mężczyzn
| - Valerian Netedu - Gheorghe Huțan - Mihail Lucian Popescu - Ion Berdilă - Șandor Gal - Elöd Antal - Istvan Antal - Doru Moroșan - George Justinian - Doru Tureanu |  | - Dumitru Axinte - Marian Costea - Constantin Nistor - Alexandru Hălăucă - Laszlo Solyom - Bela Nagy - Traian Cazan - Adrian Olenici - Marian Pisaru - Zoltan Nagy |

Reprezentacja Rumunii brała udział w rozgrywkach grupy "niebieskiej" turnieju olimpijskiego, w której zajęła 4. miejsce i nie awansowała do grupy finałowej. Ostatecznie reprezentacja Rumunii została sklasyfikowana na 7. miejscu.

#### Grupa Niebieska
| Drużyna           | M | Mecze | Mecze | Mecze | Bramki | Bramki | Bramki | Pkt |
| Drużyna           | M | W     | R     | P     | +      | –      | +/-    | Pkt |
| ----------------- | - | ----- | ----- | ----- | ------ | ------ | ------ | --- |
| Szwecja           | 5 | 4     | 1     | 0     | 26     | 7      | +13    | 9   |
| Stany Zjednoczone | 5 | 4     | 1     | 0     | 25     | 10     | +15    | 9   |
| Czechosłowacja    | 5 | 3     | 0     | 2     | 34     | 16     | +18    | 6   |
| Rumunia           | 5 | 1     | 1     | 3     | 13     | 29     | -16    | 3   |
| RFN               | 5 | 1     | 0     | 4     | 21     | 30     | -9     | 2   |
| Norwegia          | 5 | 0     | 1     | 4     | 9      | 36     | -27    | 1   |

Wyniki
| 12 lutego 1980 | Rumunia | 6:4 | Niemcy | Olympic Arena |

| Godzina: 19:00 | M. Costea 05:15 M. Costea 24:46 D.Tureanu 37:46 D.Tureanu 44:12 D.Tureanu 46:30 A. Olenici 53:17 | (1:1, 2:3, 3:0) | V.Vacatko 11:50 G.Truntschka 22:37 V.Vacatko 26:13 U.Egen 35:34 | Sędzia główny: Jim Neagles |

| 14 lutego 1980 | Rumunia | 0:8 | Szwecja | Olympic Arena |

| Godzina: 15:30 |  | (0:3, 0:4, 0:1) | M.AAhlberg 00:40 P/Lundqvist 05:59 J.Eriksson 07:42 T.Eriksson 21:50 L.Mohlin 28:05 L.Mohlin 32:31 B.Lundholm 37:17 T.Jonsson 50:18 | Sędzia główny: Karl-Gustav Kaisla |

| 16 lutego 1980 | Rumunia | 2:7 | Czechosłowacja | Olympic Fieldhouse |

| Godzina: 15:15 | T.Cazacu 21:39 T.Cazacu 44:08 | (0:2, 1:3, 1:2) | P.Šťastný 13:35 V.Lukáč 19:00 A.Kadlec 26:07 M.Nový 28:43 P.Šťastný 33:41 V.Lukáč 41:46 J.Pouzar 45:46 | Sędzia główny: Josef Kompalla |

| 18 lutego 1980 | Stany Zjednoczone | 7:2 | Rumunia | Olympic Fieldhouse |

| Godzina: 23:00 | W.Schneider 12:03 E.Strobel 15:52 M.Wells 29:34 W.Schneider 37:05 S.Christoff 43:14 N.Broten 56:12 R.McClanahan 58:09 | (2:0, 2:1, 3:1) | D.Tureanu 33:40 A.Halauca 52:48 | Sędzia główny: Dombrowski |

| 20 lutego 1980 | Norwegia | 3:3 | Rumunia | Olympic Arena |

| Godzina: 15:30 | S.Foyn 0:56 M.Sethereng 58:39 R.Molberg 59:31 | (1:1, 0:1, 2:1) | M.Costea 05:10 S.Gall 31:27 D.Tureanu 52:43 | Sędzia główny: Vladimir Šubrt |

### Łyżwiarstwo szybkie
Mężczyźni
| Zawodnik        | Konkurencja   | Konkurencja   | Konkurencja    | Konkurencja    | Konkurencja    | Konkurencja    | Konkurencja    | Konkurencja    | Konkurencja      | Konkurencja      |
| Zawodnik        | Bieg na 500 m | Bieg na 500 m | Bieg na 1000 m | Bieg na 1000 m | Bieg na 1500 m | Bieg na 1500 m | Bieg na 5000 m | Bieg na 5000 m | Bieg na 10 000 m | Bieg na 10 000 m |
| Zawodnik        | Czas          | Miejsce       | Czas           | Miejsce        | Czas           | Miejsce        | Czas           | Miejsce        | Czas             | Miejsce          |
| --------------- | ------------- | ------------- | -------------- | -------------- | -------------- | -------------- | -------------- | -------------- | ---------------- | ---------------- |
| Vasile Coroș    | 40,30         | 27.           | 1:21,89        | 31.            |                |                |                |                |                  |                  |
| Dezideriu Jenei | 40,84         | 30.           | 1:22,66        | 33.            |                |                |                |                |                  |                  |
| Andrei Erdely   |               |               |                |                |                |                | 7:34,41        | 22.            | 15:31,73         | 20.              |

### Saneczkarstwo
Mężczyźni
| Zawodnik                        | Konkurencja | Ślizg 1 | Ślizg 2 | Ślizg 3 | Ślizg 4 | Łącznie  | Pozycja |
| ------------------------------- | ----------- | ------- | ------- | ------- | ------- | -------- | ------- |
| Ioan Apostol Cristinel Piciorea | Dwójki      | 40,757  | 41,862  |         |         | 1:22,567 | 15.     |

Kobiety
| Zawodnik     | Konkurencja | Ślizg 1 | Ślizg 2 | Ślizg 3 | Ślizg 4 | Łącznie  | Pozycja |
| ------------ | ----------- | ------- | ------- | ------- | ------- | -------- | ------- |
| Elena Stan   | Jedynki     | 40,852  | 41,489  | 41,085  | 41,040  | 2:44,466 | 20.     |
| Maria Maioru | Jedynki     | 41,071  | 41,054  | 41,120  | 41,350  | 2:44,595 | 21.     |